# Aereogramme
Aereogramme was een Schotse band, afkomstig uit Glasgow.

## Geschiedenis
Aereogramme werd in 1998 geformeerd in Glasgow. Na enkele singles en ep's kwam in 2001 hun debuutalbum A Story In White uit. Het volgende album Sleep and Release volgde in 2003. Ze begeleidden bands als Idlewild, The Delgados en The Cooper Temple Clause. My Heart Has A Wish That You Would Not Go werd uitgebracht in 2007 en in hetzelfde jaar kondigden ze aan dat de band zou worden ontbonden, maar ze werkten nog steeds de lopende en reeds geboekte concertdata af. De redenen voor de ontbinding zijn complex, maar niet in het minst de financiële situatie heeft bijgedragen aan het besluit, zei de band in een post op hun Myspace-pagina. Het laatste Aereogramme-optreden vond plaats op 31 augustus 2007 als onderdeel van het Connect Festival in Inveraray Castle in Schotland. Half augustus 2009 maakten zanger Craig B en gitarist Iain Cook bekend dat ze muzikaal herenigd waren onder de naam The Unwinding Hours. Het debuutalbum The Unwinding Hours werd op 12 februari 2010 in Duitsland uitgebracht en bevat nummers die oorspronkelijk solostukken waren van zanger Craig B.

## Bezetting
Oprichters
- Craig B (zang, gitaar)
- Iain Cook (gitaar, programmering)
- Campbell McNeil[4] (basgitaar)
- Martin Scott[5] (drums)

Live-ondersteuning
- Martin Doherty[6] (keyboards, gitaar, zang)

## Discografie

### Studioalbums
- 2001: A Story in White
- 2003: Sleep and Release
- 2007: My Heart Has a Wish That You Would Not Go

### Singles en ep's
- 1999: Translations
- 1999: Hatred
- 2000: FukdID - Glam Cripple EP
- 2001: White Paw EP
- 2003: Livers & Lungs EP
- 2004: Seclusion EP
- 2006: In the Fishtank 14 (samenwerking met Isis)